# Sojuz TM-31
La Sojuz TM-31 è stata una missione diretta verso la Stazione spaziale internazionale.

## Equipaggio
| Ruolo                                      | Equipaggio al lancio                                | Equipaggio all'atterraggio            |
| ------------------------------------------ | --------------------------------------------------- | ------------------------------------- |
| Comandante                                 | Jurij Gidzenko, Roscosmos Expedition 1 Secondo volo | Talğat Musabaev, Roscosmos Terzo volo |
| Ingegnere di volo 1                        | Sergej Krikalëv, Roscosmos Expedition 1 Quinto volo | Jurij Baturin, Roscosmos Secondo volo |
| Ingegnere di volo 2 / Partecipante al volo | William Shepherd, NASA Expedition 1 Quarto volo     | Dennis Tito, SA Turista Primo volo    |

### Equipaggio di riserva
| Ruolo               | Equipaggio                  | Equipaggio                  |
| ------------------- | --------------------------- | --------------------------- |
| Comandante          | Vladimir Dežurov, Roscosmos | Vladimir Dežurov, Roscosmos |
| Ingegnere di volo 1 | Michail Tjurin, Roscosmos   | Michail Tjurin, Roscosmos   |
| Ingegnere di volo 2 | Kenneth Bowersox, NASA      | Kenneth Bowersox, NASA      |

## Parametri della missione
- Perigeo: 190 km
- Apogeo: 249 km
- Inclinazione: 51,6°
- Periodo: 1 ora, 28 minuti e 36 secondi

### Attracco con l'ISS
- Aggancio all'ISS:  2 novembre 2000, 9:21 UTC (alla porta a poppa del modulo Zvezda)
- Sgancio: 24 febbraio 2001, 10:06 UTC (dalla porta a poppa del modulo Zvezda)
- Aggancio: 24 febbraio 2001, 10:37 UTC (dalla porta al nadir del modulo Zarja)
- Sgancio: 18 aprile 2001, 12:40 UTC (dalla porta al nadir del modulo Zarja)
- Aggancio: 18 aprile 2001, 13:01 UTC (alla porta a poppa del modulo Zvezda)
- Sgancio: 6 maggio 2001, 2:21 UTC (dalla porta a poppa del modulo Zvezda)